# Eversmeer
Eversmeer is een zeer kleine gemeente in de Duitse deelstaat Nedersaksen. Samen met zeven andere kleine gemeenten in de omgeving vormt Eversmeer de Samtgemeinde Holtriem in het Landkreis Wittmund. 
Eversmeer telt 848 inwoners.

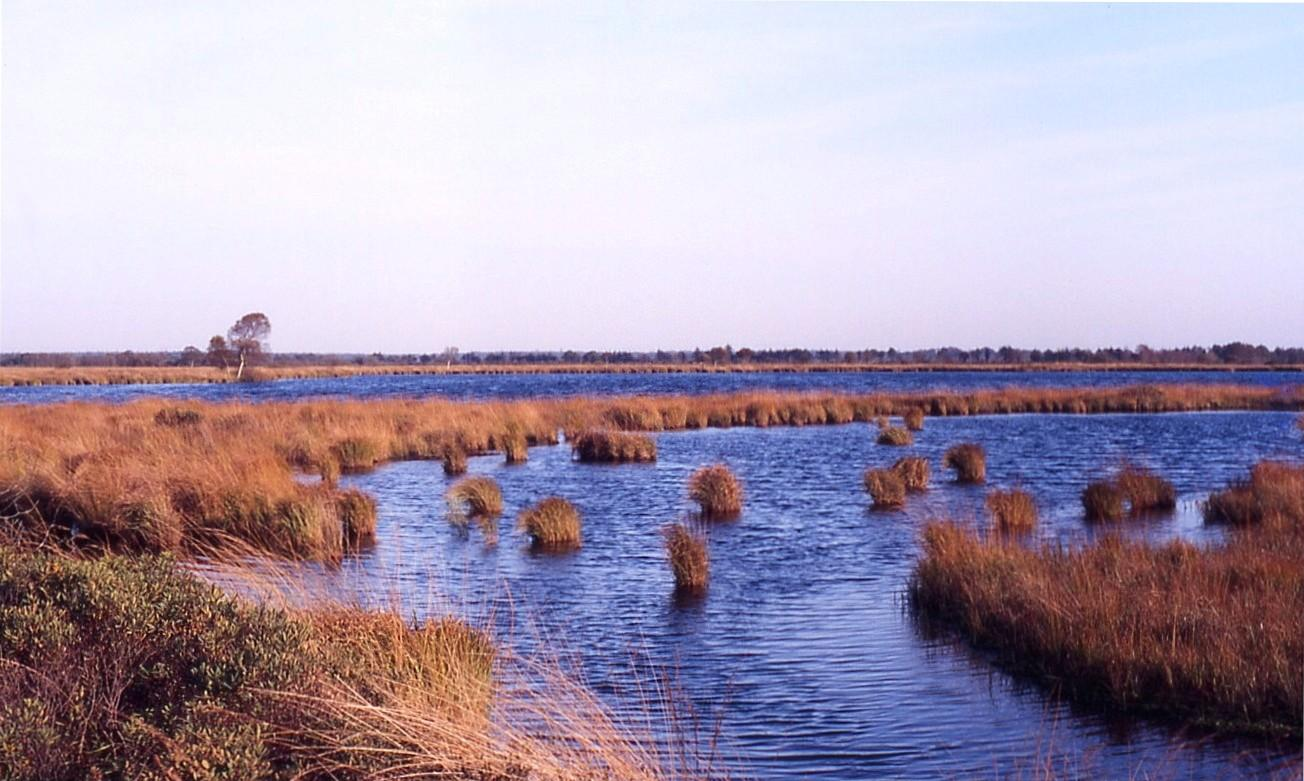
Het Ewige Meer

De gemeente ligt in het veengebied in het midden van Oost-Friesland. Tot de gemeente behoort het Ewige Meer, het grootste veenmeer in Duitsland. Het om het meer liggende natuurreservaat valt gedeeltelijk onder het aan de zuidkant aangrenzende Tannenhausen, welk dorp tot de gemeente Aurich behoort.

## Politiek
De gemeenteraad van Eversmeer bestaat uit 9 leden. Bij de laatste verkiezingen, in september 2021, werden opnieuw alle plaatsen ingenomen door leden die werden gekozen op de eenheidslijst Wählergruppe Eversmeer. Als onderdeel van een Samtgemeinde heeft Eversmeer geen direct gekozen burgemeester, maar een uit de raad gekozen burgemeester die met name een ceremoniële functie heeft.
- Gemeinsame Normdatei: 7591972-2
- Virtual International Authority File: 243900439
- WorldCat: E39PCjJjCqbhd4yJF9QKDRDQFX